# Cresponea
Cresponea es un género de hongos liquenizados en la familia Roccellaceae. El género fue descripto en 1993, y contiene especies que anteriormente estaban clasificadas en Lecanactis. Cresponea posee una distribución amplia, pero la mayoría de las especies habitan en regiones tropicales y subtropicales.  Su denominación hace referencia a la especialista de líquenes Ana Crespo.

## Especies
- C. ancistrosporelloides
- C. apiculata
- C. chloroconia
- C. flava
- C. flavescens
- C. follmannii
- C. leprieurii
- C. leprieuroides
- C. litoralis
- C. macrocarpoides
- C. melanocheilodes
- C. plurilocularis
- C. premnea
- C. proximata